# Anton Borodachov
Antón Víktorovich  Borodachov (en ruso: Антон Викторович Бородачёв; Samara, 23 de marzo de 2000) es un deportista ruso que compite en esgrima, especialista en la modalidad de florete. Su hermano gemelo Kiril compite en el mismo deporte.
Participó en los Juegos Olímpicos de Tokio 2020, obteniendo una medalla de plata en la prueba por equipos (junto con Timur Safin, Kiril Borodachov y Vladislav Mylnikov). Ganó una medalla de bronce en el Campeonato Europeo de Esgrima de 2025, en la misma prueba.

## Palmarés internacional
| Juegos Olímpicos   | Juegos Olímpicos | Juegos Olímpicos  | Juegos Olímpicos    |
| Año                | Lugar            | Medalla           | Prueba              |
| ------------------ | ---------------- | ----------------- | ------------------- |
| 2020               | Tokio (Japón)    | Medalla de plata  | Florete por equipos |
| Campeonato Europeo |                  |                   |                     |
| Año                | Lugar            | Medalla           | Prueba              |
| 2025               | Génova (Italia)  | Medalla de bronce | Florete por equipos |